# بخش گارو هیلز شرقی
بخش گارو هیلز شرقی (به انگلیسی: East Garo Hills district) یک منطقهٔ مسکونی در هند است که در مگالایا واقع شده‌است. بخش گارو هیلز شرقی ۲٬۶۰۳ کیلومتر مربع مساحت و ۳۱۷٬۹۱۷ نفر جمعیت دارد.